# Hans Leithe
Hans Leithe (21 marzo 1978) è un ex fondista norvegese.

## Biografia
In Coppa del Mondo debuttò il 20 marzo 1999 a Oslo (62°) e ottenne l'unico podio il 26 novembre 2000 a Beitostølen (3°). Non partecipò né a rassegne olimpiche né iridate.

## Palmarès

### Coppa del Mondo
- Miglior piazzamento in classifica generale: 122º nel 2000
- 1 podio (a squadre[1]):
  - 1 terzo posto